# Campeonato de División Intermedia 1921 de la AAmF (Argentina)
El Campeonato de División Intermedia 1921 fue el torneo que constituyó la undécima edición de la División Intermedia y la vigésimo tercera temporada de la segunda división de Argentina en la era amateur. Fue organizado por la Asociación Amateurs de Football.
El certamen contó con dos nuevos participantes: Palermo, afiliado de la Primera División de la AAF; y Excursionistas, afiliado de la División Intermedia de la AAF.
El torneo coronó campeón por primera vez a Palermo y obtuvo el ascenso.
Por su parte, el torneo de la Asociación Argentina fue ganado por Alvear.

## Ascensos y descensos
| Pos. | Ascendidos a Primera División 1921 |
| ---- | ---------------------------------- |
| 1.°  | General Mitre                      |

| Afiliados      |
| -------------- |
| Excursionistas |
| Palermo        |

| Descendidos de Primera División 1920 |
| ------------------------------------ |
| No hubo                              |

| Desafiliados   |
| -------------- |
| Adrogué        |
| Blanco y Negro |
| Chacabuco      |
| Flores         |

El número de equipos disminuyó a 11.

## Sistema de disputa
Los participantes se enfrentaron bajo el sistema de todos contra todos a dos ruedas.

### Ascenso
El ganador se consagró campeón y obtuvo el ascenso.

### Descensos
Inicialmente, a los dos últimos posicionados les correspendió el descenso. Sin embargo, estos fueron anulados.

## Tabla de posiciones
| Pos. | Equipo                 | Pts. | J  | G  | E | P  |
| ---- | ---------------------- | ---- | -- | -- | - | -- |
| 1.°  | Palermo                | 35   | 20 | 16 | 3 | 1  |
| 2.°  | Villa Ballester        | 31   | 20 | 13 | 5 | 2  |
| 3.°  | Liberal Argentino      | 29   | 20 | 12 | 5 | 3  |
| 4.°  | Excursionistas         | 25   | 20 | 11 | 3 | 6  |
| 5.°  | Boedo                  | 20   | 20 | 7  | 6 | 7  |
| 6.°  | Victoria               | 16   | 20 | 5  | 6 | 9  |
| 7.°  | Rivadavia              | 15   | 20 | 7  | 1 | 12 |
| 8.°  | Gimnasia y Esgrima (L) | 14   | 20 | 3  | 8 | 9  |
| 9.°  | Talleres               | 14   | 20 | 3  | 5 | 12 |
| 10.° | Estudiantes de Bernal  | 6    | 20 | 2  | 2 | 16 |

|  | Campeón. Ascendió a Primera División. |
|  | Descenso anulado.                     |

## Copa Campeonato
La Copa Campeonato de División Intermedia fue disputada por el ganador del Campeonato de División Intermedia y por el ganador del Torneo de Reservas de la Primera División.
|  | Palermo | vs. | Independiente (II) |                         |  |
|  |         |     |                    | Árbitro(s): Angel Sapio |  |

|                                        |
|                                        |
| Campeón Independiente (II) 1.er título |